# Sten Pålsson
Pour les articles homonymes, voir Pálsson.
Sten Pålsson, né le 4 décembre 1945 en Suède, est un joueur de football international suédois qui évoluait au poste d'attaquant.

## Biographie

### Carrière en club
Sten Pålsson réalise l'intégralité de sa carrière professionnelle avec le club de GAIS. Avec cette équipe, il dispute 293 matchs en championnat, inscrivant 79 buts.

### Carrière en sélection
Avec l'équipe de Suède, il joue 18 matchs et inscrit 5 buts entre 1968 et 1974. 
Il joue son premier match en équipe nationale le 11 septembre 1968 contre la Finlande. Il inscrit son premier but en sélection le 1er juin 1969 contre la Norvège. Il dispute son dernier match le 1er mai 1974 contre l'équipe d'Allemagne.
Il figure dans le groupe des sélectionnés lors de la Coupe du monde de 1970. Lors du mondial organisé au Mexique, il joue un match contre l'équipe d'Israël.